# Habrotrocha nodulata
Habrotrocha nodulata är en hjuldjursart som beskrevs av De Koning 1947. Habrotrocha nodulata ingår i släktet Habrotrocha och familjen Habrotrochidae. Arten är reproducerande i Sverige. Inga underarter finns listade i Catalogue of Life.